# Catrum
Catrum (łac. Diocesis Catrensis) – stolica historycznej diecezji we Cesarstwie rzymskim w prowincji Mauretania Cezarensis współcześnie w Algierii. 

## Biskupi tytularni
| Lp. | Biskup                | Funkcja                                  | Od               | Do               |
| --- | --------------------- | ---------------------------------------- | ---------------- | ---------------- |
| 1   | František Rábek       | biskup pomocniczy Nitry (Słowacja)       | 13 lipca 1991    | 20 stycznia 2003 |
| 2   | Werner Guballa        | biskup pomocniczy Moguncji (Niemcy)      | 20 lutego 2003   | 27 lutego 2012   |
| 3   | Nelson Perez          | biskup pomocniczy Rockville Centre (USA) | 8 czerwca 2012   | 11 lipca 2017    |
| 4   | Louis Nguyễn Anh Tuấn | biskup pomocniczy Ho Chi Minh (Wietnam)  | 25 sierpnia 2017 | 25 marca 2023    |
| 5   | Yohane Suzgo Nyirenda | biskup pomocniczy Mzuzu (Malawi)         | 5 maja 2023      | 1 kwietnia 2025  |
| 6   | Pedro Bismarck Chau   | biskup pomocniczy Newark (USA)           | 30 maja 2025     |                  |